# Ante Pavelić

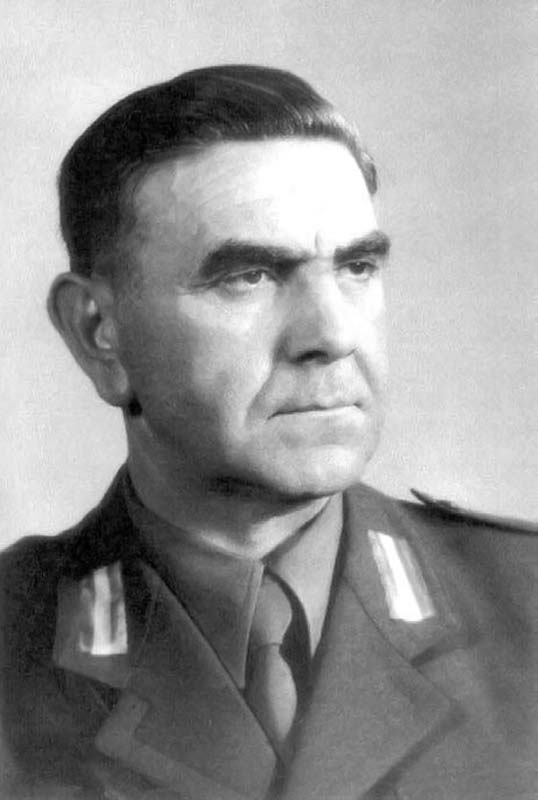
Ante Pavelić (Oktober 1942)

Pavelićs Standarte als Staatsführers des Unabhängigen Staates Kroatien

Ante Pavelić [ˈaːntɛ ˈpavɛliʨ] ⓘ (* 14. Juli 1889 in Bradina bei Konjic; † 28. Dezember 1959 in Madrid) war ein jugoslawischer Jurist, Politiker und Kriegsverbrecher. Von 1941 bis 1945 war er faschistischer Diktator des Unabhängigen Staates Kroatien, einem Vasallenstaat der deutschen und italienischen Besatzungsmächte.
Pavelić war Funktionär der Kroatischen Partei des Rechts (HSP) und für diese von 1927 bis 1929 Abgeordneter des jugoslawischen Parlaments. Nach der Ausrufung der Königsdiktatur durch Alexander I. im Jahr 1929 ging er ins Exil, wo er die faschistische Ustascha-Bewegung organisierte. Nach dem Überfall der Achsenmächte auf Jugoslawien während des Zweiten Weltkriegs, wurde Pavelić im Jahr 1941 der diktatorische Staatsführer (Poglavnik) eines Großkroatien. Gestützt auf Ustascha-Miliz und Geheimpolizei begründete er eine totalitäre Diktatur, die Regimegegner verfolgte, Konzentrationslager errichtete und einen Völkermord an hunderttausenden Serben sowie zehntausenden Juden und Roma verübte. Nach Kriegsende floh Pavelić über Klosterrouten nach Argentinien, Paraguay und Spanien, wo er 1959 an den Spätfolgen eines Attentats starb.

## Leben

### Jugend und Ausbildung
Ante Pavelić wurde als Sohn des Mile Pavelić (1862–1946) und dessen Ehefrau Marija, genannt Mara (geb. Šojat; 1866–1945) in der Herzegowina geboren. Er war das zweite Kind der beiden nach seinem Bruder Josip (1884–1945). Die Eltern waren Bunjewatzen und lebten ursprünglich in dem Weiler Serdari, der zum Ort Krivi Put bei Senj gehört. Sein Vater stammte dabei aus dem nahegelegenen Mrzli Dol und seine Mutter aus Francikovac. Pavelićs Vater war Gleisarbeiter und kurzzeitig als Aufseher staatlicher Bauarbeiten der Eisenbahn beschäftigt. Aufgrund wechselnder Arbeitsstätten seines Vaters, besuchte Pavelić die Elementarschulen in Gjulhisar und Jajce sowie die Gymnasien in Travnik, Senj, Karlovac und Zagreb. Nach seiner Reifeprüfung im Jahr 1910 studierte er Rechtswissenschaft an der Universität Zagreb. Während des Studiums wurde er Wortführer der Studentenorganisation Mlada Hrvatska (Junges Kroatien) und wurde als solcher 1912 vorübergehend wegen separatistischer Agitation verhaftet. Seine Promotion zum Doktor der Rechte machte er 1915 bei Aleksandar Horvat (1875–1928), dem Vorsitzenden der separatistischen Kroatischen Partei des Rechts (HSP). Im selben Jahr stieg Pavelić als Anwaltsanwärter in dessen Kanzlei in Zagreb ein.

### Politische Tätigkeit
Pavelićs politisches Vorbild war der Begründer der kroatischen Nationalbewegung Ante Starčević (1823–1896). Er machte eine steile Karriere in der von Starčević gegründeten Kroatischen Partei des Rechts (HSP), welche die Unabhängigkeit Kroatiens anstrebte und gute Kontakte zu den kroatischen Emigranten im Ausland pflegte. 1922 wurde Pavelić für die HSP in den Stadtrat von Zagreb gewählt und übernahm den Parteivorsitz. Als einer von nur zwei Abgeordneten des überparteilichen Bündnisses „Kroatischer Block“, wurde Pavelić bei den Wahlen 1927 in das jugoslawische Parlament in Belgrad gewählt. Die in der HSP organisierten Nationalisten waren dabei eine politische Splittergruppe im Schatten der Kroatischen Bauernpartei (HSS) die weitgehend ungestört agitieren konnten.

### Königsdiktatur und Exil
Am 6. Januar 1929 proklamierte König Alexander I. die jugoslawische Königsdiktatur, suspendierte die Verfassung, löste die Parteien auf, verbot die oppositionelle Presse und stellte Widerstand gegen die Staatsgewalt unter strenge Strafe. Auf die jugoslawische Königsdiktatur reagierte Pavelić mit der Bildung einer bewaffneten Verschwörergruppe, die Attentate auf projugoslawische Kroaten verübte. Erst die Königsdiktatur und die damit verbundene Auflösung des Parlaments und fehlende Agitationsmöglichkeit, trieb Pavelić und andere in die Illegalität. Pavelić verließ das Königreich Jugoslawien am 17. Januar 1929, um die jugoslawische Königsdiktatur vom Ausland aus zu bekämpfen. Über Wien ging Pavelić auf der Suche nach Verbündeten nach Sofia, wo er gemeinsam mit der bulgarischen IMRO am 20. April 1929 die Deklaration von Sofia unterzeichnete.

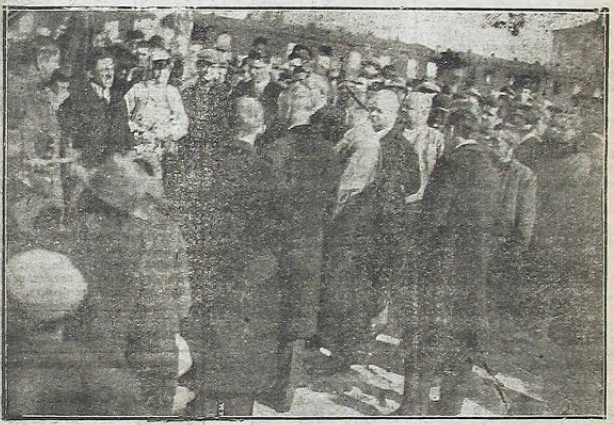
Begrüßung von Pavelić auf dem Grenzbahnhof von Widin am Vortag der Unterzeichnung der Deklaration von Sofia (1929).

Daraufhin verhängte ein „Ausnahmegericht zum Schutz des Staates“ in Belgrad am 17. Juli 1929 die Todesstrafe gegen Pavelić. Grundlage für das Urteil war bezeichnenderweise kein jugoslawisches Gesetz, sondern vielmehr das serbische Strafgesetzbuch. Die Urteilsbegründung warf ihnen vor:

„I. Auf der Sofioter Eisenbahnstation vor einer Volksmenge und besonders vor einer größeren Gruppe mazedonischer Emigranten auf die Begrüßungsansprache […] mit Reden geantwortet zu haben. […]
II. Dass sie bei einem […] ihnen zu Ehren veranstalteten Bankett in Sofia staatsfeindliche Reden gehalten haben.
III. Dr. Ante Pavelić […] die Zusammenarbeit zum Zwecke der Lostrennung Kroatiens und Mazedoniens vom jugoslawischen Staat zugesagt hat, […] wodurch sie sich des Verbrechens nach Art. I, Punkt 1 und 2 des Gesetzes über den Schutz der öffentlichen Sicherheit und Ordnung im Staate, dann des Vergehens nach Art. IV und V desselben Gesetzes schuldig gemacht haben, und deswegen laut § 68 und 69 des serbischen Strafgesetzes zum Tode verurteilt werden.“

### Organisation der Ustascha

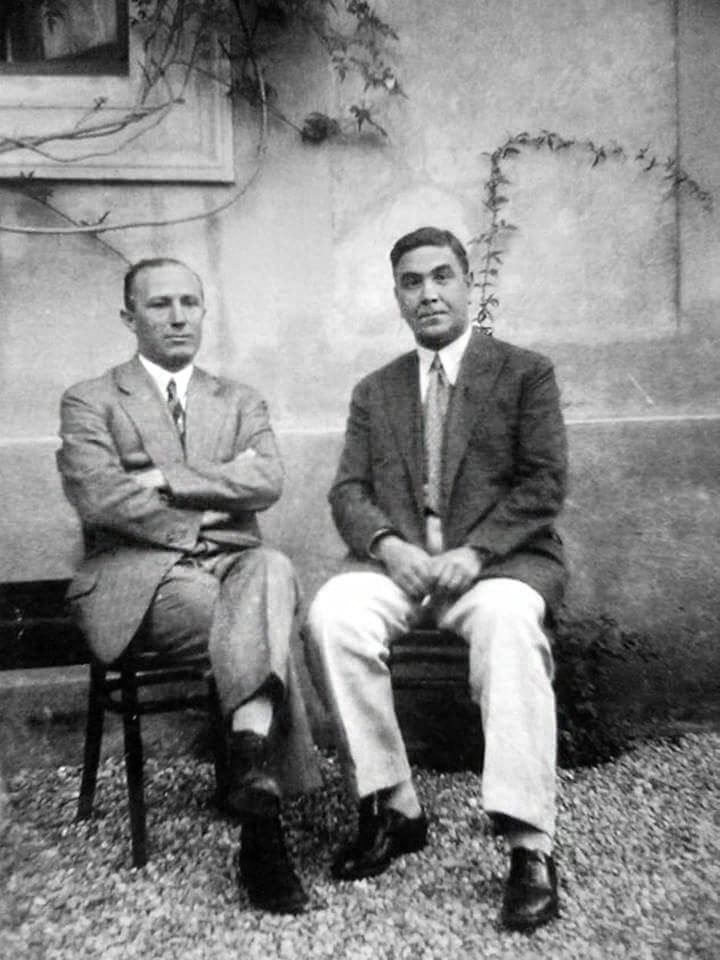
Ante Pavelić (rechts) und IMRO-Chef Ivan Mihailov im Exil in Brescia, Italien (1931).

Pavelić ging letztlich ins Exil in das faschistische Italien, wo er ab 1930 die kroatische Unabhängigkeitsbewegung Ustascha organisierte. Unter Pavelićs Führung begann die Ustascha von ihren Stützpunkten in Italien und Ungarn einen Befreiungskampf mit terroristischen Mitteln in Jugoslawien. So explodierten 1931 mehrere Bomben in Zügen, die von Wien nach Belgrad fuhren. In der Nacht vom 6. auf den 7. September 1932 führte die Inlands-Ustascha den Velebiter Aufstand durch, der nicht den beabsichtigten Erfolg erzielte. Pavelić schrieb im Jahr 1932: „Messer, Revolver, Bombe und Höllenmaschine sind die Idole, die dem Bauern die Früchte seines Bodens, dem Arbeiter das Brot und Kroatien die Freiheit zurückbringen werden.“ und „Messer, Revolver, Maschinenpistole und Höllenmaschine sind die Glocken, die die Morgenröte und Wiedergeburt des Unabhängigen Kroatischen Staates einläuten.“ Am 9. Oktober 1934 gelang der Ustascha und der IMRO das spektakuläre tödliche Attentat auf den jugoslawischen König Alexanders I. in Marseille, das von dem IMRO-Mitglied Wlado Tschernosemski ausgeführt wurde.
In seiner Denkschrift Die kroatische Frage aus dem Jahr 1936 versuchte Pavelić die Affinitäten zwischen dem Nationalsozialismus und dem kroatischen Nationalismus herauszustellen. Diese Schrift wurde nicht veröffentlicht, sondern in nummerierter Kleinstauflage mit dem Vermerk „Als Handschrift gedruckt – Nur für den Dienstgebrauch“ gedruckt und gegen Empfangsbestätigung ausgegeben. Sie sollte deutsche Regierungskreise positiv für die Ustascha-Bewegung beeinflussen. Vor allem aus wirtschaftlichen Gründen war Adolf Hitler jedoch zu diesem Zeitpunkt mehr an guten Beziehungen zum Königreich Jugoslawien interessiert.
Als Feinde der kroatischen Freiheitsbewegung bezeichnet Pavelić in seiner Denkschrift die serbische Staatsgewalt, die internationale Freimaurerei, das Judentum und den Kommunismus.

### Diktatorischer Staatsführer

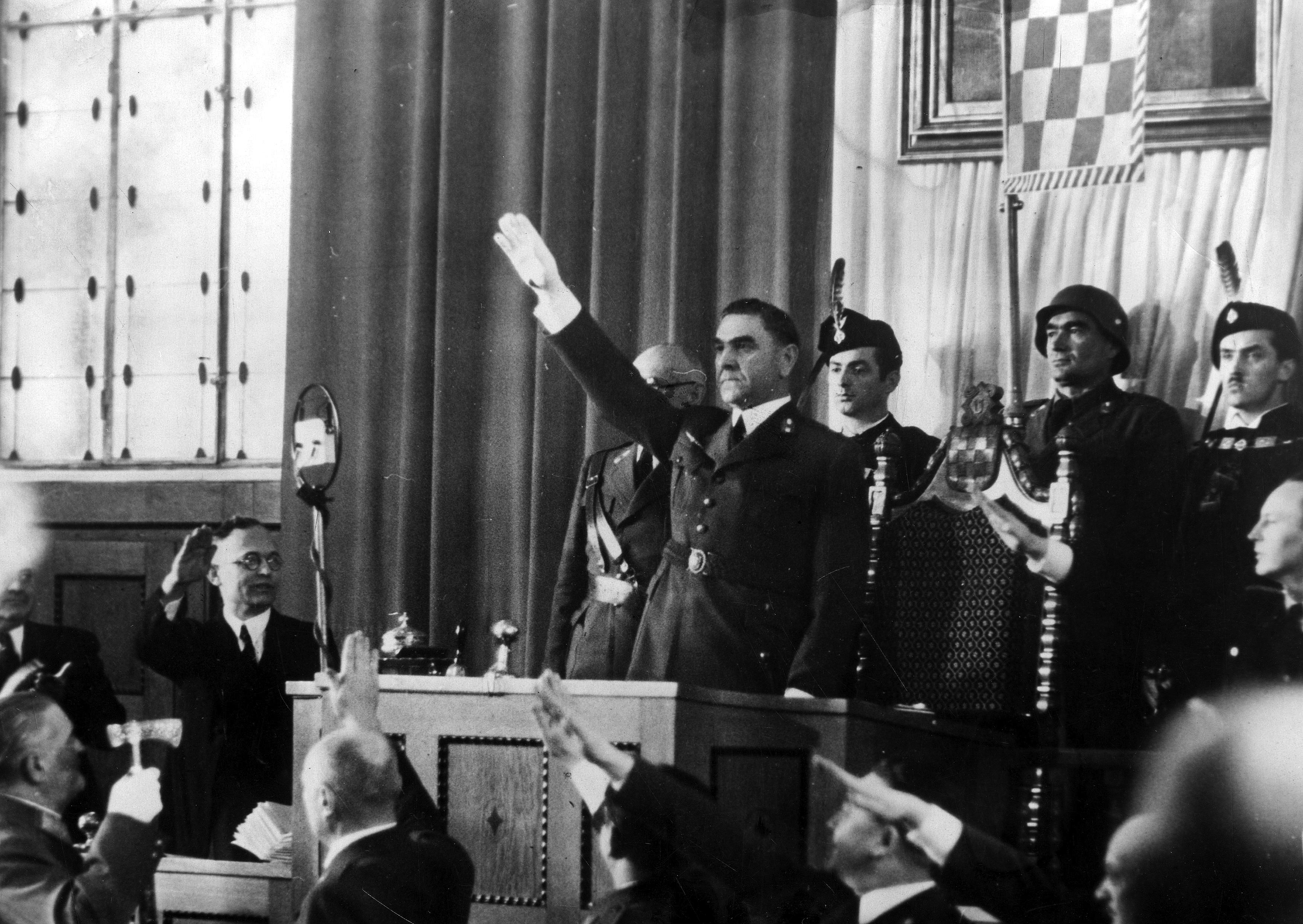
Pavelić im kroatischen Sabor (1942)

Der von Benito Mussolini unterstützte Pavelić kehrte nach der Kapitulation Jugoslawiens vor den Achsenmächten (17. April 1941) als Staatsführer (Poglavnik) mit diktatorischen Vollmachten aus seinem langjährigen Exil nach Zagreb zurück. Der nun von ihm geführte Unabhängige Staat Kroatien umfasste auch größere Gebiete mit mehrheitlich kroatischer Bevölkerung in Bosnien-Herzegowina und Syrmien, andererseits musste ein großer Teil der kroatischen Küste (Istrien, Kvarner-Bucht, Dalmatien) und des Gorski kotar an Italien abgetreten werden. So waren mehr als die Hälfte der Einwohner römisch-katholische Kroaten und knapp ein Drittel orthodoxe Serben. Eine weitere große Gruppe waren die heutigen Bosniaken, die damals als „Kroatische Muslime“ bezeichnet wurden und sich teils auch als solche sahen.

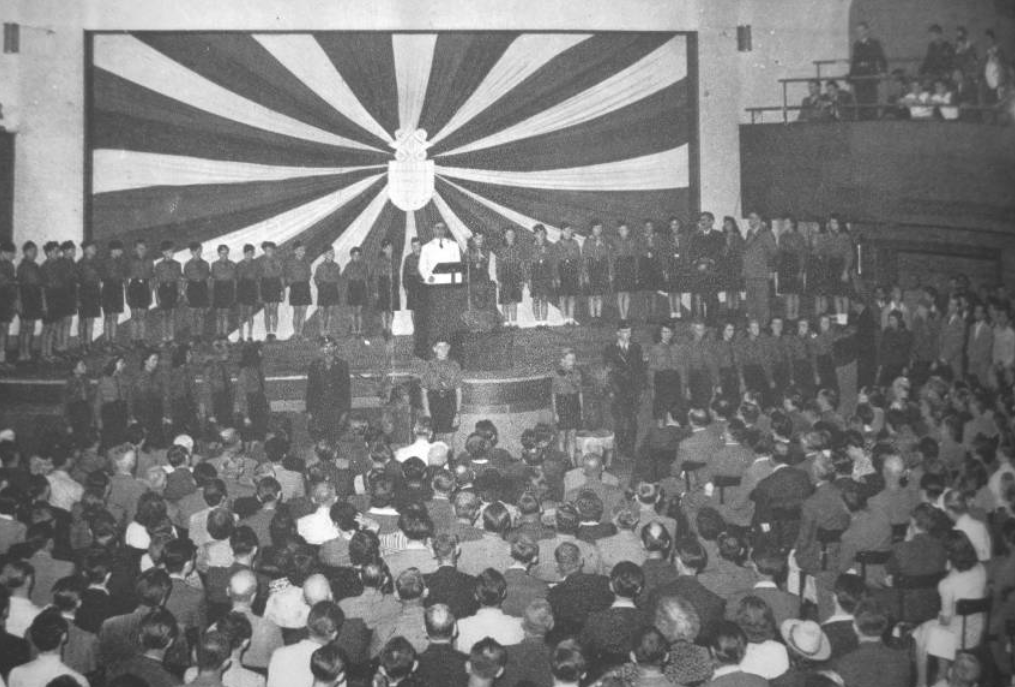
Pavelić redet auf einer Versammlung der Ustaška mladež in Zagreb (September 1941).

Der Vasallenstaat der Achsenmächte, wurde als Führerstaat ohne Gewaltenteilung durchorganisiert. Tragende Säulen von Pavelićs Gewaltherrschaft wurden Milizen, Militär und Geheimpolizei, Sondergerichte und mehr als 20 Konzentrationslager. Ab Ende April 1941 setzte Pavelić Rassengesetze nach deutschem Vorbild in Kraft.
Am 6. Juni 1941 wurde Pavelić erstmals auf dem Berghof von Adolf Hitler empfangen. Anlässlich des Staatsbesuches überreichte er Hitler ein Schachspiel Friedrichs des Großen und eine Fahne des preußischen Militärs, das kroatische Regimenter der Habsburgerarmee während des Siebenjährigen Krieges (1756–1763) erbeutet hatten. Pavelić verwies Hitler gegenüber auf die besondere Treue der Kroaten zu Zeiten der österreichisch-ungarischen Monarchie und behauptete, die Kroaten seien gar keine Slawen, sondern Nachkommen der germanischen Goten. Bei den „Muselmanen“ (Muslimen) in Bosnien und der Herzegowina handelte es sich laut Pavelić um „den reinsten Teil des kroatischen Volkes, bei dem sich das Nationalbewusstsein am stärksten erhalten hätte“. Pavelić übte verhaltene Kritik an den weitgehenden Kompromissen (z. B. die Abtretung großer Küstengebiete), die er gegenüber Mussolinis Italien hatte eingehen müssen, und betonte, dass Kroatien ein selbstständiger Staat sei und „sehr eifersüchtig auf seine Freiheit und seine Unabhängigkeit“ achte. Hitler betonte dagegen mehrfach seine besondere Verbundenheit mit Italien und riet Pavelić, „50 Jahre lang eine national intolerante Politik“ zu betreiben.

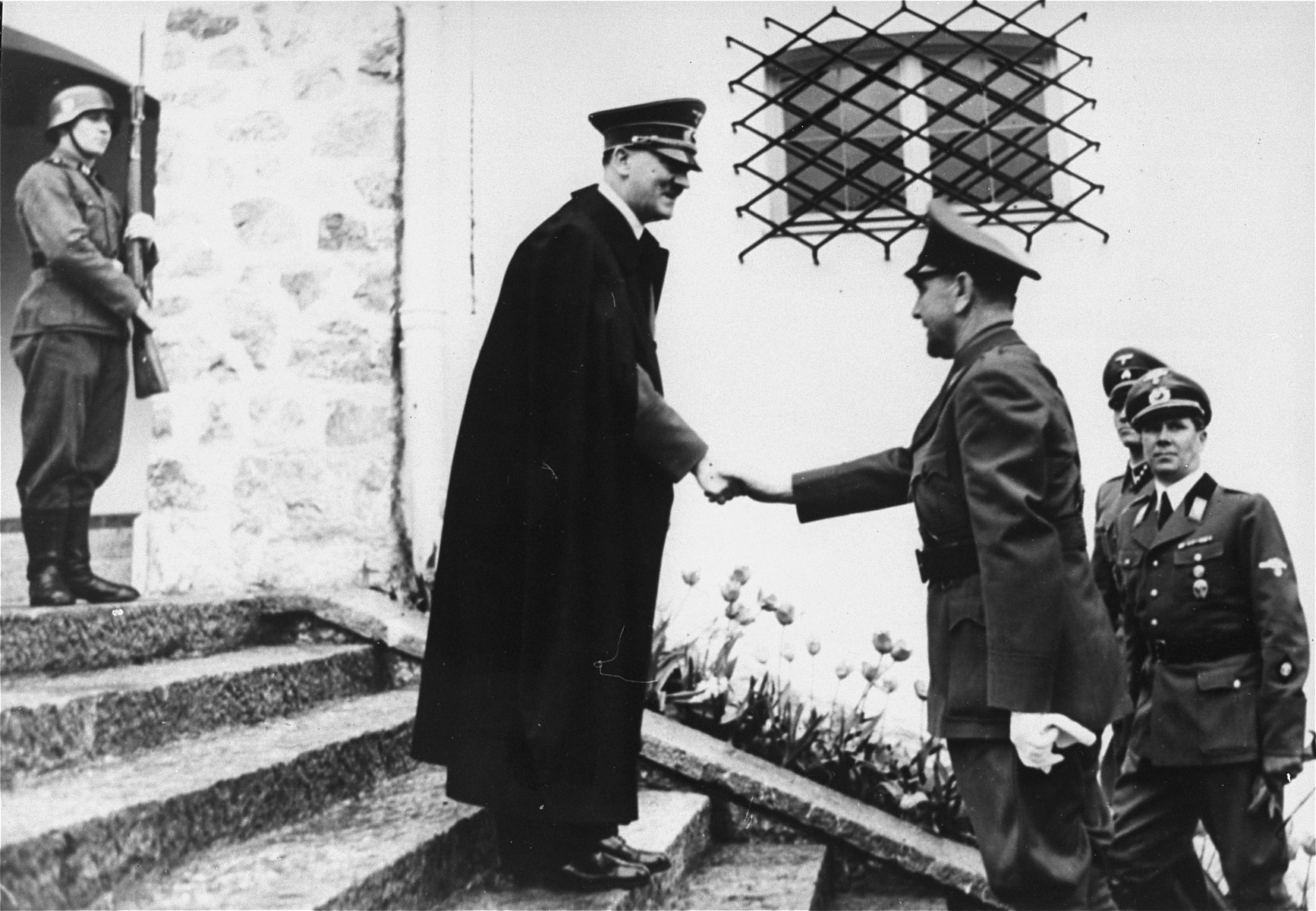
Hitler empfängt Pavelić bei einem Staatsbesuch auf dem Berghof (9. Juni 1941)

Schon kurz nach dem deutschen Überfall auf die Sowjetunion am 22. Juni 1941 bemühte sich Pavelić um Rekrutierung von Freiwilligen, die in einer Kroatischen Legion an der Seite der deutschen Wehrmacht an der Ostfront kämpfen sollten.
Pavelić ließ einen planmäßigen Völkermord an Serben, Juden, Roma, orthodoxen Christen sowie kroatischen und muslimischen Systemgegnern (häufig Kommunisten) durchführen. Im KZ Jasenovac wurden nach Angaben des Simon-Wiesenthal-Zentrums 85.000, nach Angaben des United States Holocaust Memorial Museum insgesamt etwa 56.000 bis 97.000 Serben, Juden, Roma und kroatische Oppositionelle umgebracht. Es gab mehrere Todestransporte von hier nach Auschwitz.
Am 24. September 1942 wurde Pavelić ein weiteres Mal von Hitler empfangen, diesmal im Führerhauptquartier Werwolf bei Winniza in der Ukraine. An der Unterredung nahmen auch Generalfeldmarschall Wilhelm Keitel als Chef des Oberkommandos der Wehrmacht (OKW), Joachim von Ribbentrop als Reichsaußenminister, Siegfried Kasche als deutscher Gesandter in Zagreb und Generalleutnant Edmund Glaise von Horstenau als Bevollmächtigte Deutsche General in Kroatien teil. Pavelić teilte mit, dass er lediglich in dem von ihm unmittelbar kontrollierten Gebiet die „Judenfrage“ gelöst habe, und beklagte, dass die italienische Besatzungsmacht den Juden in Kroatien Schutz gewähre und er daher nicht in der Lage sei, die deutscherseits gewünschten antisemitischen Maßnahmen überall durchzuführen. Hitler sagte daraufhin eine Besprechung mit Mussolini zu und verlangte dazu „ein hieb- und stichfestes Memorandum“, mit dessen Ausarbeitung Kasche nach Vorschlag von Ribbentrops beauftragt wurde. Daneben wurden Wirtschafts-, Verkehrs- und Transportfragen, die Ausbildung und Ausrüstung der kroatischen Armee und der Milizen, der Partisanenkampf sowie die Frage der Kommandoführung erörtert.
Im Rahmen von Hitlers seit 1942 eingeführten Frühjahrsbegegnungen mit den Spitzen der verbündeten und abhängigen Staaten, kam Pavelić am 27. April 1943 ein drittes Mal mit dem „Führer“ zusammen, diesmal auf Schloss Kleßheim bei Salzburg. Im deutschen Protokoll wurde notiert: „Der Führer eröffnete die Unterredung mit der Bemerkung, daß er den Poglavnik lediglich deshalb nach Salzburg eingeladen habe, um wieder einmal mit ihm persönlich zusammenzutreffen. Eigentlich liege kein dringender Grund für eine Aussprache vor, denn die Zusammenarbeit zwischen Deutschland und Kroatien funktioniere ausgezeichnet.“
Das vierte und letzte Mal traf Pavelić am 18. September 1944 mit Hitler zusammen, diesmal in der Wolfsschanze und in Begleitung von Außenminister Mehmed Alajbegović und Generalleutnant Đuro Gruić. In der zweieinhalbstündigen Besprechung forderten Pavelić und seine Begleiter mehrfach hartnäckig und ausdrücklich die Einrichtung eines einheitlichen deutschen Oberkommandos für den Balkanraum und die Lieferung von mehr leichten Waffen. Pavelić bezeichnete die von den Deutschen in Kroatien eingesetzte Kosakendivision wegen ihrer notorischen Neigung zu Plünderungen als eine „schreckliche Qual“ für die Bevölkerung. Daraufhin erließ Hitler am folgenden Tag Befehle, die Pavelić diesbezüglich entgegenkamen, auch um den kroatischen Verbündeten zu stärken. Bei dem Treffen äußerte Pavelić, dass er Josip Broz Tito aus seiner Zeit als Rechtsanwalt kenne und ihn nicht für den wahren Führer der kommunistischen Partisanen, sondern lediglich für eine vorgeschobene Gestalt halte.
Deutsche Dienststellen äußerten vergeblich Bitten um Absetzung Pavelićs, dies wurde jedoch von Hitler abgelehnt.

### Kriegsende und Exil

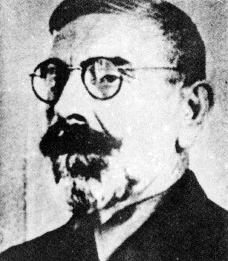
Foto von Pavelić aus seinem gefälschten Pass, ausgestellt auf den Namen Pablo Aranjos

1945 verließ Pavelić die fliehenden kroatischen Truppen und floh über Österreich nach Italien. In Rom verbrachte er mit Unterstützung des Vatikans, vor allem des Priesters und Ustascha-Funktionärs Krunoslav Draganović, zwei Jahre, bevor ihm über die von Draganović organisierte sogenannte „Rattenlinie“ die Weiterreise nach Argentinien gelang. Bei der Flucht soll er einen Teil des Staatsschatzes mitgeführt haben. In Argentinien gründete er eine Exilregierung. In Jugoslawien wurde er in Abwesenheit zum Tode verurteilt. Pavelić stand unter dem Schutz von Juan Domingo Perón und nach dessen Sturz unter dem Schutz von Franco.

### Attentat und Tod

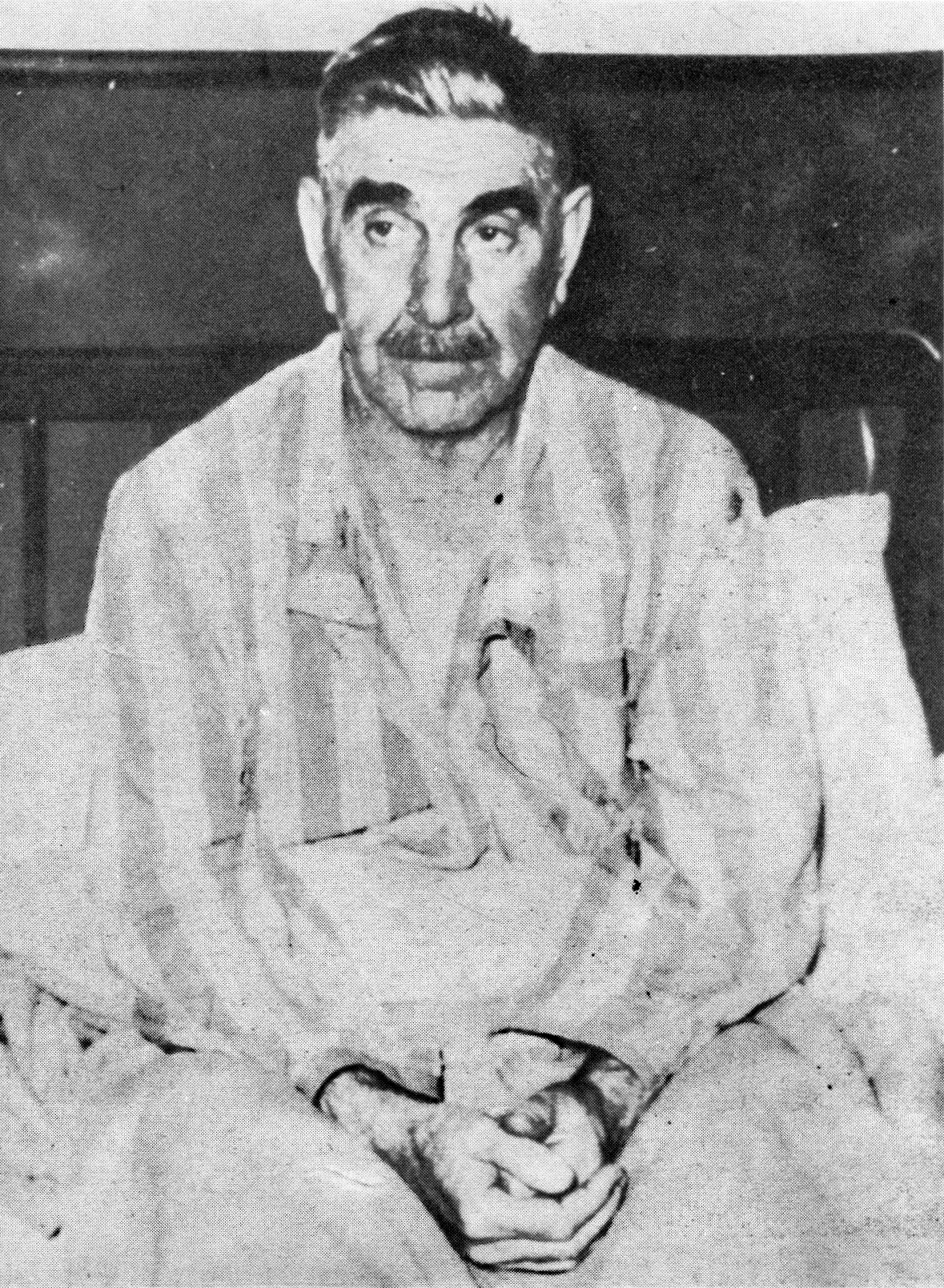
Pavelić im Krankenhaus nach dem missglückten Attentat (1957)

Am 10. April 1957, dem Jahrestag der Gründung des Unabhängigen Staates Kroatien, wurde Pavelić bei einem Attentat im argentinischen Lomas del Palomar durch mehrere Schüsse in den Rücken schwer verletzt. Das Attentat könnte durch den jugoslawischen Geheimdienst UDBA veranlasst worden sein. Ausgeführt wurde es vermutlich von dem im Exil lebenden Montenegriner serbischer Herkunft Blagoje Jovović. Dieser beauftragte Anfang der 1990er Jahre einen serbischen Journalisten damit, seine Biographie zu Papier zu bringen.

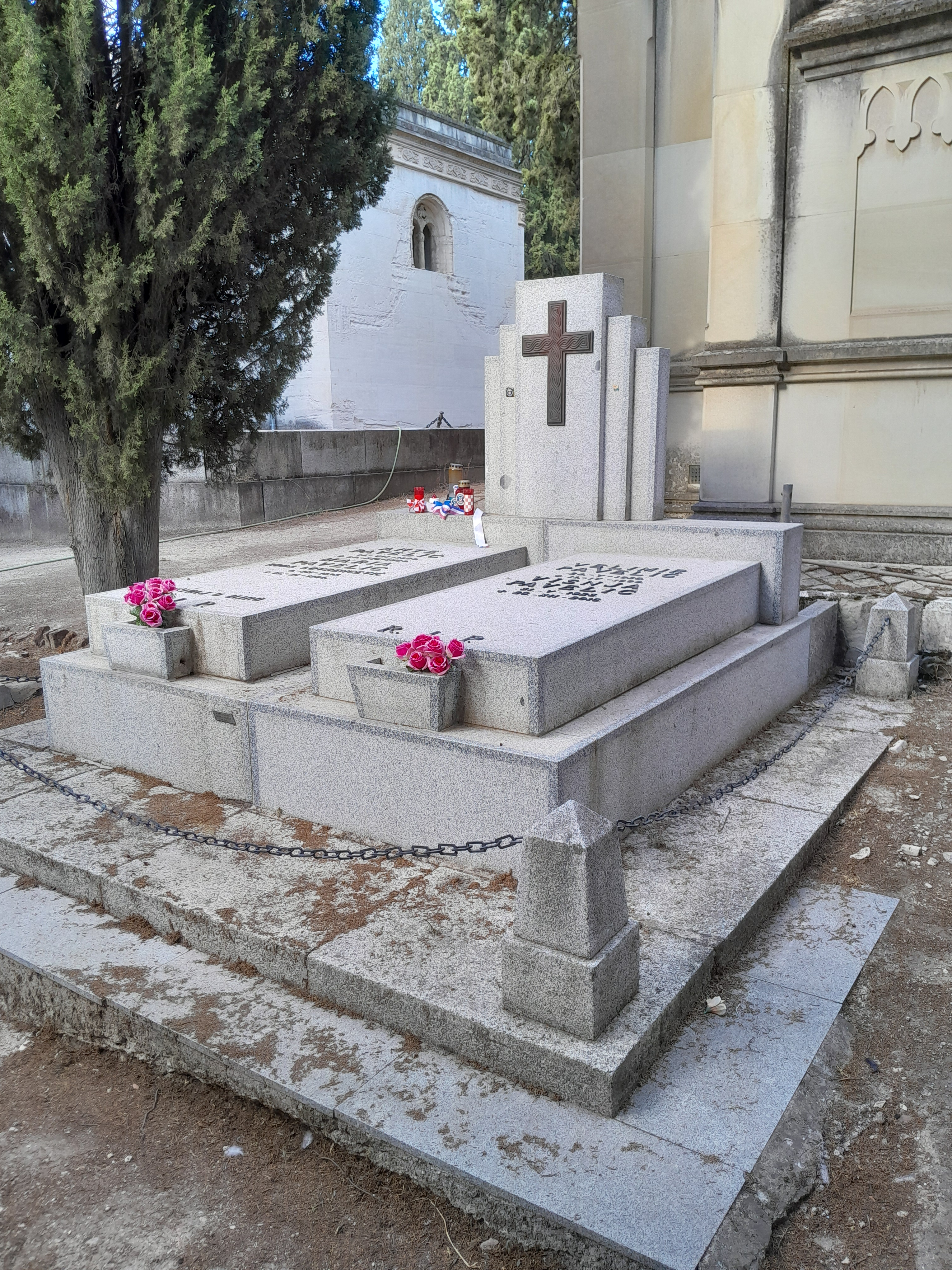
Pavelićs Familiengruft auf dem Madrider Friedhof Cementerio de San Isidro (2024).

Pavelić starb am 28. Dezember 1959 um 3:55 Uhr im Deutschen Krankenhaus von Madrid, wahrscheinlich an den Spätfolgen seiner Verletzungen. Die erste Nachricht über den Tod von Ante Pavelić wurde noch am Todestag um 4.00 Uhr mit Eiltelegramm nach Buenos Aires geschickt, damit alle Organisationen der Kroatischen Befreiungsbewegung benachrichtigt werden konnten.
Radio Madrid sendete die Todesnachricht erstmals am 30. Dezember in seinen Mitternachtsnachrichten. Bis zu diesem Zeitpunkt hatte niemand offiziell vom Aufenthaltsort Pavelićs gewusst.
Am 28. Dezember 1959 um 16.30 Uhr wurde Pavelićs Leichnam nach der Segnung in die Kirche des Madrider Friedhofs Cementerio de San Isidro gebracht und dort bis zum 31. Dezember 1959 aufgebahrt. Am 31. Dezember las Branko Marić die heilige Messe „dies obitus presente cadavre“. Nach der heiligen Messe wurde der Sarg geöffnet und die Anwesenden konnten sich ein letztes Mal verabschieden. Danach fand die Bestattung auf demselben Friedhof statt.
An der Bestattung nahmen Pavelićs Familie, kroatische, spanische, rumänische Freunde und Politiker teil, so z. B. Horia Sima, der sich zu dieser Zeit ebenfalls im spanischen Exil befand.
Pavelićs Gruft wurde zu einer Wallfahrtsstätte für kroatische Nationalisten, Sympathisanten und Neugierige. So veröffentlichte z. B. die kroatische Nachrichten-Website Index die Fotos des kroatischen Fußballstars Davor Šuker, die diesen während seiner aktiven Zeit in Spanien beim Besuch des Grabes zeigen.
Im Familiengrab sind neben Pavelić seine Ehefrau Maria, sein Sohn Velimir und seine Tochter Višnja bestattet.

## Familie
Pavelić heiratete Maria Lovrenčević (1897–1984), genannt Mara, am 12. August 1922 in der St.-Markus-Kirche (Zagreb). Sie war das jüngste von sechs Kindern des Martin Lovrenčević und dessen Ehefrau Ivana (geb. Herzfeld; 1859–1942). Der Vater war ein führendes Mitglied der Kroatischen Partei des Rechts sowie bekannter Autor und Publizist. Er war römisch-katholischen Glaubens. Die Mutter war eine in Wien geborene Jüdin.
Mit seiner Ehefrau hatte Pavelić drei Kinder: die Töchter Višnja (31. Mai 1923–25. Dezember 2015) und Mirjana (8. November 1926–2005) und den Sohn Velimir (24. Mai 1925–11. April 1998). Višnja und Velimir blieben kinderlos. Am 25. Dezember 2015 verstarb Višnja Pavelić in ihrer Wohnung in der spanischen Hauptstadt Madrid. Sie wurde auf eigenen Wunsch im Familiengrab in Madrid bestattet.
Tochter Mirjana heiratete im argentinischen Nachkriegsexil Srećko Pšeničnik (1921–1999), einen Juristen und ehemaligen NDH-Funktionär, der ab 1981 Präsident der 1956 von Pavelić in Argentinien gegründeten Exilorganisation Hrvatski oslobodilački pokret (HOP) war. Aus dieser Ehe stammen Pavelićs Enkelkinder Zvjezdana (* 1951), Aiša (* 1954), Ivana (* 1957 als Antica) und Jelena (* 1968). Aiša, Ivana und Jelena leben in Kanada. Zvjezdana lebt in Großbritannien. Alle sind mit ethnischen Nicht-Kroaten verheiratet bzw. teils verwitwet. Aus einigen dieser Ehen sind mehrere Urenkel Pavelićs hervorgegangen.

## Auszeichnungen
Hitler verlieh Pavelić am 3. März 1942 das Großkreuz des Verdienstordens vom Deutschen Adler. Der deutsche Gesandte Siegfried Kasche überreichte es ihm in Zagreb.

## Schriften
- Uzpostava hrvatske države: trajni mir na balkanu. [Errichtung des kroatischen Staates: Dauerhafter Frieden auf dem Balkan]. Hrvatski List i Danica Hrvatska, New York 1929 (2. Aufl. bei Domovina, Madrid, 1998).
- Aus dem Kampfe um den selbständigen Staat Kroatien: Einige Dokumente und Bilder. Kroatische Korrespondenz „Grič“, Wien 1931.
- La restauration économique des pays danubiens. Le désarmement: Belgrade et la Croatie [Wirtschaftliche Sanierung der Donauländer. Die Abrüstung: Belgrad und Kroatien]. Edition de la correspondence croate „Grič“, Genf 1932.
- Lijepa plavojka: Roman iz borbe hrvatskog naroda za slobodu i samostalnost [Die schöne Blonde. Roman aus dem Kampfe des kroatischen Volkes für Freiheit und Unabhängigkeit]. Hrvatski Domobran, Buenos Aires 1936. Später verlegt unter: Liepa plavka. Roman iz borbe hrvatskoga naroda za slobodu i nezavisnost.[27]
- A. S. Mrzlogdolski [Pseud. für: Ante Serdar aus Mrzlogdol]: Errori e orrori. Comunismo e bolscevismo in Russia e nel mondo. [Irrtümer und Schrecken: Kommunismus und Bolschewismus in Russland und der Welt]. Editrice Ex Cobattenti, Siena 1938 (kroatisch und unter Klarnamen: Strahote zabluda. Komunizam i boljševizam u Rusiji i u svietu. St. Kugli, Zagreb 1941).
- Die kroatische Frage. Privatdruck des Instituts für Grenz- und Auslandstudien, Berlin 1941 (aau.at [PDF] kroatisch: Dr. Ante Pavelić riešio je hrvatsko pitanje, Europa Verlag, Zagreb, 1942).
- Ustaša. Ured za promičbu glavnog ustaškog stana, Zagreb 1941.
- Poglavnik govori [Der Führer spricht]. Ured za promičbu glavnog ustaškog stana, Zagreb 1941.
- Riešio je hrvatsko pitanje [Gelöst ist die Kroatische Frage]. Naklada Europa, Zagreb 1942.
- Ustaška misao: poglavnikovi govori od 12.X.1941 do. 12.IV.1942 [Gedanken der Ustascha: Führerreden vom 12. Oktober 1941 bis 12. April 1942]. Naklada Glavnog Ustaškog Stana, Zagreb 1942.
- Doživljaji. [Memoiren]. Domovina, Madrid 1968 (2. Aufl. bei Starčević, Zagreb, 1996; 3. Aufl. bei Domovina, Madrid, 2003).
- Putem hrvatskog državnog prava. članci, govori, izjave: 1918–1929 [Durch das kroatische Staatsrecht. Artikel, Reden, Aussagen: 1918–1929]. Verlag Domovina, Madrid 1977.
- Hrvatska pravoslavna crkva [Die Kroatisch-Orthodoxe Kirche]. Verlag Domovina, Madrid 1984.
- Doživljaji II [Memoiren II]. Verlag Domovina, Madrid 1998.
- Pojam Bosne kroz stoljeća. [Der Begriff Bosnien durch die Jahrhunderte]. Serdar, Madrid 2000.
- Doživljaji III. [Memoiren III]. Naklada Bošković, Split 2008.